# 모네로

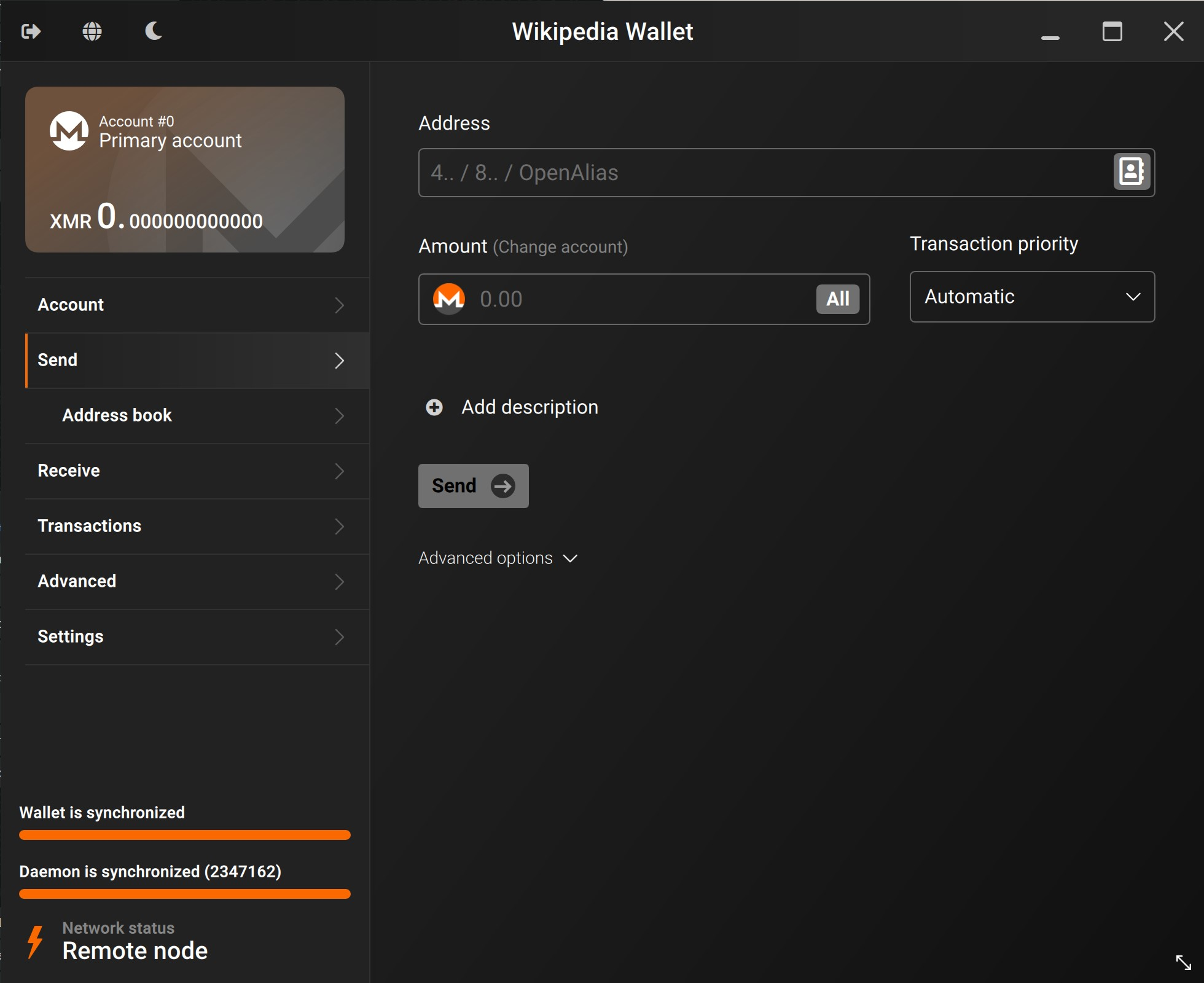

모네로(Monero)는 암호화폐(cryptocurrency)의 일종이다. 탈중앙화에 집중한 비트코인과는 달리 익명성에 중점을 두고 개발되었다.
단축 기호는 XMR을 사용한다.

## 익명성
익명성이 보장되는 CryptoNote 프로토콜로 송금 증명을 한다. 작업 증명에는 CryptoNight 기법을 사용한다.
보관됨 2018-04-06 - 웨이백 머신

### 익명성 취약점
1. 믹스인 샘플링 분포 편향으로 인해 실제 입력이 통계적 휴리스틱으로 식별될 수 있다.
2. “체인 반응 분석”과 “연령 분포 휴리스틱”을 통해 믹스인 내에서 실제 지출 출력(real input)을 높은 확률로 추정할 수 있다.
3. 일부 지갑 애플리케이션 버그(예: “10 블록 디코이 버그” 또는 “Differ By One” 현상)로 인해 디코이 인덱스가 유추되어 실제 지출이 노출될 수 있다.
4. 분산형 P2P 거래소나 크로스체인 스왑 과정에서 메타데이터 관찰을 통해 Monero 거래가 비트코인 등 다른 체인 활동과 연결될 위험이 있다.
5. 악의적 노드가 HTTP 서버 응답을 지연시키거나 과도한 수수료를 강제하여 사용자의 노드 전환을 유도함으로써 거래 타임스탬프나 메타데이터를 수집할 수 있다.
6. MAP 디코더 공격 등 고급 통계 기법을 통해 디코이 선택 분포의 편향을 악용하여 실제 지출 분포(real spend distribution)를 역추정할 수 있다.
7. 링 크기(ring size)가 제한적이거나 믹스인 수가 부족할 경우 링 서명 자체만으로 익명성이 충분히 보장되지 못할 수 있다.
8. 거래소가 Monero를 상장 폐지할 때 사용자는 익명성을 위해 덜 안전한 P2P 거래소에 의존하게 되어 추가적인 익명성 위험에 노출될 수 있다.
9. 사용자가 직접 노드를 호스팅하지 못하고 공개 노드에 의존할 경우, 네트워크 수준 메타데이터가 수집되어 거래 익명성이 저하될 수 있다.

## 채굴
Monero는 RandomX 작업 증명 알고리즘을 사용하여 트랜잭션을 확인한다. RandomX는 ASIC 보호 마이닝 알고리즘이다. 이 방법은 이전의 CryptoNightR 알고리즘을 대체하기 위해 2019년 11월에 도입되었다. 두 알고리즘 모두 비트코인과 같은 다른 암호화폐를 채굴하는 데 일반적으로 사용되는 ASIC 채굴에 내성을 갖도록 설계됐다. Monero는 ASIC 채굴이 만들어내는 채굴의 중앙집중화에 대한 Monero 프로젝트의 반대를 기반으로 한 설계 솔루션인 x86, x86-64, ARM, GPU 등 소비자급 하드웨어에서 상당히 효과적으로 채굴할 수 있지만, 이 역시 맬웨어를 동의 없이 사용하는 광부들 사이에서 Monero의 인기를 끌고 있다.

## 같이 보기
- 암호화폐
- Zcash
- Dash